# Scotopteryx peribolata
Scotopteryx peribolata är en fjärilsart som beskrevs av Jacob Hübner. Scotopteryx peribolata ingår i släktet backmätare, och familjen mätare. Inga underarter finns listade.